# Chiesa della Natività di Maria Santissima (Genova, Quezzi)
La chiesa della Natività di Maria Santissima è la parrocchiale di Quezzi, quartiere di Genova, in città metropolitana ed arcidiocesi di Genova; fa parte del vicariato di Marassi - Staglieno.

## Storia
La prima citazione di una chiesetta a Quezzi è contenuta nella bolla di papa Adriano IV del 15 giugno 1158, in cui stabilì che la capellam Sanctae Mariae de Queci passasse sotto la giurisdizione dei canonici della cattedrale di San Lorenzo Martire.
Nel 1311 la chiesetta risultava retta da un curato, mentre i registri dei battesimi datano a partire dal 1580; è invece ignoto l'anno in cui venne costituita la parrocchia quezzina, anche se sicuramente prima del 1635.
La parrocchiale venne completamente restaurata nel 1652 con il contributo di tutti gli abitanti del paese; un secolo dopo, nel 1788 l'edificio fu interessato da un generale rifacimento e tra il 1872 e il 1874 venne decorato, per poi essere ampliato nel 1893 con l'allungamento della navata e la costruzione delle cappelle.

## Descrizione

### Esterno
La facciata a salienti della chiesa, rivolta a sudovest, è suddivisa da una cornice marcapiano dentellata in due registri, entrambi scanditi da lesene; quello inferiore presenta centralmente il portale maggiore, sormontato dal timpano semicircolare sorretto da due piccole lesene, e ai lati gli ingressi secondari, mentre quello superiore, affiancato da due volute, è caratterizzato da una finestra semicircolare e coronato dal frontone, all'interno del quale vi è una formella.
Annesso alla parrocchiale è il campanile a base quadrata, risalente al Medioevo; la cella presenta una monofora per lato ed è coronata dalla copertura a cupola che si innesta sul tamburo circolare.

### Interno
L'interno dell'edificio è costituito da un'unica navata voltata a crociera, sulla quale si affacciano sei cappelle laterali, introdotte da archi a tutto sesto, alcune delle quali coperte da volta a botte ed altre da volta a padiglione; al termine dell'aula si sviluppa il presbiterio, sopraelevato di tre gradini, voltato a botte e chiuso dall'abside a pianta semicircolare.
Qui sono conservate diverse opere di pregio, tra cui la tela con soggetto la Natività, eseguita da Bernardo Castello, la pala raffigurante la Vergine Assunta, realizzata da Orazio De Ferrari, e il cinquecentesco dipinto con santa Maria Maddalena e altri Santi che venerano la Madonna col Bambino, firmato da Luca Cambiaso.

### Il campanile e campanari di Santa Maria
Una nota a parte merita il campanile della chiesa che, come detto, potrebbe risalire al Trecento e sarebbe sorto sulla struttura di una torre difensiva medioevale. Anche l'occhio meno attento può notare che all'originale struttura romanica dotata di una bifora, un tempo murata e riaperta durante i lavori di restauro del 2006, è stata sovrapposta una nuova cella campanaria in tempi recenti. Il concerto di sei campane in Scala diatonica di Re 3, di cui è dotato risale al 1922 e fu realizzato dalla fonderia "Fratelli Picasso" di Avegno.
La vera particolarità è rappresentata dai suoi campanari che ci hanno tramandato tramite il manoscritto di uno di loro, Giovanni Battista Santagata, una raccolta di quarantacinque sonate, religiose e non. Il manoscritto, redatto nel 1983, è rimasto inutilizzato e quasi dimenticato negli archivi parrocchiali fino al 2006 quando un giovane campanaro, Luca Dellacasa, ha tenuto un concerto utilizzando questi spartiti che sono ad ora gli unici ritrovati nel genovesato.